# Liga Futsal de 2005
A Liga Futsal de 2005 é a 10.ª edição do principal torneio de futebol de salão do Brasil, à época organizado pela Confederação Brasileira de Futsal (CBFS). Atualmente, corresponde de forma oficial à Liga Nacional de Futsal.
Depois de três temporadas na terceira colocação, o Jaraguá finalmente chegou ao seu primeiro título com uma campanha dominante. Somando as primeiras duas fases, foram 19 vitórias, 4 empates e apenas 2 derrotas; um desempenho que rendeu a liderança de ambas ao Aurinegro. Nas semifinais, o rival foi o Horizontina (que competia como John Deere), equipe gaúcha que venceu a ida por 6 a 2. Para interromper a sequência de eliminações, o Jaraguá goleou na volta por 4 a 1 e avançou à final após aplicar 3 a 0 no terceiro jogo. Diante do Atlântico na decisão, os jaraguaenses seguraram o empate (2 a 2) fora de casa e reverteram uma desvantagem de dois gols em apenas três minutos na partida de volta (3 a 2) para confirmar o primeiro troféu de Jaraguá do Sul.
Os semifinalistas Horizontina e Ulbra encerraram a competição como terceiro e quarto colocados, respectivamente. O melhor ataque (134 gols), o maior placar (10 a 2 sobre o São Bernardo) e o artilheiro (Falcão, com 25 gols) pertenceram ao campeão Jaraguá.

## Fórmula de disputa
O campeonato manteve a base da fórmula de disputa da edição anterior.

### Primeira fase
Os 16 participantes jogaram entre si em turno único (sem divisão por grupo), com os 12 melhores colocados avançando para a etapa seguinte. Em caso de empate entre duas ou mais equipes na pontuação, os critérios considerados foram, na ordem: confronto direto, número de vitórias, saldo de gols, gol average (divisão entre o número de gols marcados e o número de sofridos), gols sofridos, gols marcados e, em último caso, sorteio. Porém, caso o empate ocorresse na disputa pela última vaga, o desempate aconteceria em um jogo extra disputado em quadra neutra.

### Segunda fase
Os 12 classificados foram distribuídos em dois grupos: A (1º, 3º, 5º, 7º e 9º e 12º colocado) e B (2º, 4º, 6º, 8º, 10º e 11º). Nesta etapa, as equipes confrontaram-se em turnos de ida e volta dentro de seus próprios grupos, classificando apenas líderes e vice-líderes para o mata-mata do torneio. Em caso de empate na primeira colocação: se entre apenas duas equipes, o desempate seguiria os critérios estabelecidos; se entre três ou mais, a equipe de melhor campanha geral avança como líder e as duas seguintes disputam, em uma partida extra em quadra neutra, a última vaga. Este último método também se aplica ao empate na segunda colocação, com as duas melhores campanhas gerais se enfrentando pela vaga independentemente do número de equipes empatadas.

### Fase final
Nas semifinais, os líderes dos grupos enfrentaram o vice-líder do grupo oposto. Em caso de dois empates ou vitórias alternadas, foi prevista a disputa da terceira partida em quadra neutra e, com a persistência do empate, a aplicação da prorrogação com vantagem para a equipe de melhor campanha geral. A fórmula foi mantida para a final, mas com participação dos dois finalistas na escolha da quadra em caso de terceiro jogo.

## Participantes
| Equipe         | Parceria(s) | Cidade                | Estado | Em 2004          | Títulos (último) |
| -------------- | ----------- | --------------------- | ------ | ---------------- | ---------------- |
| Atlântico      | (nenhuma)   | Erechim               | RS     | 4.º              | 0 (não possui)   |
| Carlos Barbosa | (nenhuma)   | Carlos Barbosa        | RS     | 1.º              | 2 (2004)         |
| Caxias         | Metalcorte  | Caxias do Sul         | RS     | 5.º              | 0 (não possui)   |
| Chapecó        | Umbro       | Chapecó               | SC     | (não participou) | 0 (não possui)   |
| Horizontina    | John Deere  | Horizontina           | RS     | (não participou) | 0 (não possui)   |
| Intelli        | Penalty     | Orlândia              | SP     | 8.º              | 0 (não possui)   |
| Jaraguá        | Malwee      | Jaraguá do Sul        | SC     | 3.º              | 0 (não possui)   |
| Joinville      | Krona       | Joinville             | SC     | 9.º              | 0 (não possui)   |
| Macaé          | (nenhuma)   | Macaé                 | RJ     | 10.º             | 0 (não possui)   |
| Minas          | V&M         | Belo Horizonte        | MG     | 6.º              | 0 (não possui)   |
| Palmeiras      | CELG        | Palmeiras de Goiás    | GO     | 12.º             | 0 (não possui)   |
| Petrópolis     | Poker       | Petrópolis            | RJ     | (não participou) | 0 (não possui)   |
| São Bernardo   | Banespa     | São Bernardo do Campo | SP     | 7.º              | 0 (não possui)   |
| São Paulo      | Santo André | São Paulo             | SP     | 16.º             | 0 (não possui)   |
| Ulbra          | (nenhuma)   | Canoas                | RS     | 2.º              | 3 (2003)         |
| Vasco da Gama  | Lanlimp     | Rio de Janeiro        | RJ     | 11.º             | 1 (2000)         |

## Primeira fase
| Pos | Equipe         | Pts | J  | V  | E | D  | GP | GC | SG  | GA   | %  |
| --- | -------------- | --- | -- | -- | - | -- | -- | -- | --- | ---- | -- |
| 1   | Jaraguá        | 33  | 15 | 10 | 3 | 2  | 68 | 41 | 27  | 1,65 | 74 |
| 2   | Horizontina    | 29  | 15 | 9  | 2 | 4  | 33 | 23 | 10  | 1,43 | 65 |
| 3   | Joinville      | 26  | 15 | 8  | 2 | 5  | 36 | 31 | 5   | 1,16 | 58 |
| 4   | Intelli        | 26  | 15 | 8  | 2 | 5  | 38 | 39 | -1  | 0,97 | 58 |
| 5   | São Bernardo   | 25  | 15 | 7  | 4 | 4  | 37 | 30 | 7   | 1,23 | 56 |
| 6   | Caxias         | 25  | 15 | 7  | 4 | 4  | 46 | 39 | 7   | 1,17 | 56 |
| 7   | Atlântico      | 25  | 15 | 7  | 4 | 4  | 41 | 36 | 5   | 1,13 | 56 |
| 8   | Ulbra          | 21  | 15 | 6  | 3 | 6  | 41 | 29 | 12  | 1,41 | 47 |
| 9   | Carlos Barbosa | 21  | 15 | 6  | 3 | 6  | 39 | 29 | 10  | 1,34 | 47 |
| 10  | Chapecó        | 19  | 15 | 5  | 4 | 6  | 46 | 47 | -1  | 0,97 | 43 |
| 11  | Petrópolis     | 19  | 15 | 5  | 4 | 6  | 40 | 42 | -2  | 0,95 | 43 |
| 12  | Macaé          | 19  | 15 | 4  | 7 | 4  | 41 | 39 | 2   | 1,05 | 43 |
| 13  | São Paulo      | 17  | 15 | 5  | 2 | 8  | 38 | 47 | -9  | 0,80 | 38 |
| 14  | Minas          | 17  | 15 | 4  | 5 | 6  | 41 | 51 | -10 | 0,80 | 38 |
| 15  | Vasco da Gama  | 9   | 15 | 2  | 3 | 10 | 28 | 58 | -30 | 0,48 | 20 |
| 16  | Palmeiras      | 3   | 15 | 1  | 0 | 14 | 33 | 65 | -32 | 0,50 | 7  |

|  | Classificados para a segunda fase (Grupo A) |
|  | Classificados para a segunda fase (Grupo B) |
|  | Eliminados na primeira fase                 |

## Segunda fase

### Grupo A
| Pos | Equipe         | Pts | J  | V | E | D | GP | GC | SG  | GA   | %  | Classificação                   |
| --- | -------------- | --- | -- | - | - | - | -- | -- | --- | ---- | -- | ------------------------------- |
| 1   | Jaraguá        | 28  | 10 | 9 | 1 | 0 | 52 | 23 | 29  | 2,26 | 94 | Classificados para a fase final |
| 2   | Atlântico      | 19  | 10 | 6 | 1 | 3 | 31 | 24 | 7   | 1,29 | 64 | Classificados para a fase final |
| 3   | Joinville      | 16  | 10 | 5 | 1 | 4 | 28 | 29 | -1  | 0,96 | 54 | Eliminados na segunda fase      |
| 4   | São Bernardo   | 10  | 10 | 3 | 1 | 6 | 32 | 47 | -15 | 0,68 | 34 | Eliminados na segunda fase      |
| 5   | Carlos Barbosa | 9   | 10 | 3 | 0 | 7 | 34 | 38 | -4  | 0,89 | 30 | Eliminados na segunda fase      |
| 6   | Macaé          | 5   | 10 | 1 | 2 | 7 | 21 | 37 | -16 | 0,56 | 17 | Eliminados na segunda fase      |

### Grupo B
| Pos | Equipe      | Pts | J  | V | E | D | GP | GC | SG  | GA   | %  | Classificação                   |
| --- | ----------- | --- | -- | - | - | - | -- | -- | --- | ---- | -- | ------------------------------- |
| 1   | Ulbra       | 22  | 10 | 7 | 1 | 2 | 34 | 21 | 13  | 1,61 | 74 | Classificados para a fase final |
| 2   | Horizontina | 21  | 10 | 6 | 3 | 1 | 32 | 15 | 17  | 2,13 | 70 | Classificados para a fase final |
| 3   | Caxias      | 12  | 10 | 3 | 3 | 4 | 23 | 19 | 4   | 1,21 | 40 | Eliminados na segunda fase      |
| 4   | Chapecó     | 9   | 10 | 2 | 3 | 5 | 18 | 30 | -12 | 0,60 | 30 | Eliminados na segunda fase      |
| 5   | Intelli     | 9   | 10 | 2 | 3 | 5 | 18 | 30 | -12 | 0,60 | 30 | Eliminados na segunda fase      |
| 6   | Petrópolis  | 8   | 10 | 1 | 5 | 4 | 20 | 30 | -10 | 0,66 | 27 | Eliminados na segunda fase      |

## Fase final
|  | Semifinais  | Semifinais | Semifinais | Semifinais |  |  | Final   | Final | Final | Final |
|  |             |            |            |            |  |  |         |       |       |       |
|  |             |            |            |            |  |  |         |       |       |       |
|  | Jaraguá     | 2          | 4          | 3          |  |  |         |       |       |       |
|  | Horizontina | 6          | 1          | 0          |  |  |         |       |       |       |
|  |             |            |            |            |  |  |         |       |       |       |
|  |             |            |            |            |  |  |         |       |       |       |
|  |             |            |            |            |  |  | Jaraguá | 2     | 3     |       |
|  |             | Atlântico  | 2          | 2          |  |  |         |       |       |       |
|  |             |            |            |            |  |  |         |       |       |       |
|  |             |            |            |            |  |  |         |       |       |       |
|  | Ulbra       | 3          | 3          | 3 (1)      |  |  |         |       |       |       |
|  | Atlântico   | 3          | 3          | 3 (2)      |  |  |         |       |       |       |

### Final
Partida de ida
| 5 de setembro | Atlântico           | 2 – 2 | Jaraguá                 | Ginásio Jaimir Antônio Pinto, Tapejara |
|               | Edgar 1' · Eric 14' |       | Valdin 6' · Antônio 28' |                                        |

Partida de volta
| 11 de setembro | Jaraguá                          | 3 – 2 | Atlântico                  | Ginásio Multiuso, Brusque |
|                | Xoxo 24' · Xoxo 25' · Valdin 27' |       | Domênico 7' · Saranduba 8' |                           |

## Premiação
| Liga Futsal de 2005          |
| ---------------------------- |
|                              |
| Jaraguá Campeão (1.º título) |

### Prêmios individuais
| Prêmio     | Vencedor | Vencedor | Equipe  |
| ---------- | -------- | -------- | ------- |
| Artilheiro | Falcão   | 25 gols  | Jaraguá |

## Classificação geral
| Pos | Equipe         | Pts | J  | V  | E | D  | GP  | GC | SG  | GA   | %  | Classificação               |
| --- | -------------- | --- | -- | -- | - | -- | --- | -- | --- | ---- | -- | --------------------------- |
| 1   | Jaraguá        | 71  | 30 | 22 | 5 | 3  | 134 | 75 | +59 | 1,79 | 79 | Campeão                     |
| 2   | Atlântico      | 48  | 30 | 13 | 9 | 8  | 87  | 75 | +12 | 1,16 | 54 | Vice-campeão                |
| 3   | Horizontina    | 53  | 28 | 16 | 5 | 7  | 72  | 47 | +25 | 1,54 | 64 | Eliminados nas semifinais   |
| 4   | Ulbra          | 46  | 28 | 13 | 7 | 8  | 85  | 61 | +24 | 1,40 | 55 | Eliminados nas semifinais   |
| 5   | Joinville      | 42  | 25 | 13 | 3 | 9  | 64  | 60 | +4  | 1,07 | 56 | Eliminados na segunda fase  |
| 6   | Caxias         | 37  | 25 | 10 | 7 | 8  | 69  | 58 | +11 | 1,19 | 50 | Eliminados na segunda fase  |
| 7   | São Bernardo   | 35  | 25 | 10 | 5 | 10 | 69  | 77 | -8  | 0,90 | 47 | Eliminados na segunda fase  |
| 8   | Intelli        | 35  | 25 | 10 | 5 | 10 | 56  | 69 | -13 | 0,82 | 47 | Eliminados na segunda fase  |
| 9   | Carlos Barbosa | 30  | 25 | 9  | 3 | 13 | 73  | 67 | +6  | 1,09 | 40 | Eliminados na segunda fase  |
| 10  | Chapecó        | 28  | 25 | 7  | 7 | 11 | 64  | 77 | -13 | 0,84 | 38 | Eliminados na segunda fase  |
| 11  | Petrópolis     | 27  | 25 | 6  | 9 | 10 | 60  | 72 | -12 | 0,84 | 36 | Eliminados na segunda fase  |
| 12  | Macaé          | 24  | 25 | 5  | 9 | 11 | 62  | 76 | -14 | 0,82 | 32 | Eliminados na segunda fase  |
| 13  | São Paulo      | 17  | 15 | 5  | 2 | 8  | 38  | 47 | -9  | 0,80 | 38 | Eliminados na primeira fase |
| 14  | Minas          | 17  | 15 | 4  | 5 | 6  | 41  | 51 | -10 | 0,80 | 38 | Eliminados na primeira fase |
| 15  | Vasco da Gama  | 9   | 15 | 2  | 3 | 10 | 28  | 58 | -30 | 0,48 | 20 | Eliminados na primeira fase |
| 16  | Palmeiras      | 3   | 15 | 1  | 0 | 14 | 33  | 65 | -32 | 0,50 | 7  | Eliminados na primeira fase |